# فوتبال برتر
فوتبال برتر یک برنامه تلویزیونی زنده فوتبالی است، که برنامه پخش مسابقه آن در روز بازی‌های پرسپولیس، استقلال و تیم ملی فوتبال ایران، ۱۵ تا ۳۰ دقیقه قبل از شروع بازی و برنامه تحلیلی هر هفته دوشنبه ساعت ۲۲:۴۰ از شبکه سه پخش می‌شود. این برنامه که به تهیه‌کنندگی مهدی هاشمی و اجرای محمدحسین میثاقی در برنامه تحلیلی و محمدرضا احمدی در برنامه پخش مسابقه پخش می‌شود، به بررسی اتفاقات و حواشی پیرامون فوتبال ایران می‌پردازد. در این برنامه معمولاً مسابقات لیگ برتر خلیج فارس، جام حذفی فوتبال ایران، سوپر جام فوتبال ایران، مسابقات تیم‌های ایرانی در لیگ قهرمانان آسیا و بازی‌های تیم ملی فوتبال ایران پوشش داده می‌شود.
برنامه تحلیلی فوتبال برتر برای اولین بار در ۱۱ فروردین ۱۳۹۸ پخش شد و پس از چند هفته، با پایان فصل ۹۸–۱۳۹۷ سری اول آن به‌پایان رسید تا سری دوم آن با بخش‌های جدید از ۴ شهریور ۱۳۹۸ روی آنتن رفت. سری سوم برنامه تحلیلی با تغییرات گرافیکی و دکور و اضافه شدن بخش‌های جدید از ۱۲ آبان ۱۳۹۹ روی آنتن رفت.

## پیشینه
فوتبال برتر در سال ۱۳۸۰ توسط مهدی هاشمی بنیانگذاری شد. اولین قسمت این برنامه در ۱۱ آبان ۱۳۸۰ پخش شد. از ۱۱ فروردین ۱۳۹۸ برنامه تحلیلی فوتبال برتر با رویکرد بررسی فوتبال ایران به‌جای برنامهٔ ۹۰ روی آنتن رفت.

## ویژگی‌ها

### پخش
برنامه پخش مسابقه فوتبال برتر در روز بازی‌های استقلال، پرسپولیس و تیم ملی فوتبال ایران، ۱۵ دقیقه قبل از شروع بازی روی آنتن می‌رود. برنامه تحلیلی فوتبال برتر هر دوشنبه ساعت ۲۲:۳۰ پخش می‌شود.

### اجرا
محمدحسین میثاقی مجری برنامه تحلیلی و محمدرضا احمدی مجری برنامه پخش مسابقه فوتبال برتر هستند. جواد خیابانی، پیمان یوسفی، مزدک میرزایی و محمد سیانکی از مجریان سابق برنامه پخش مسابقه فوتبال برتر هستند.

## درون‌مایه

### روند برنامه
برنامه فوتبال برتر هر هفته به مرور و تحلیل رویدادهای مرتبط با فوتبال ایران می‌پردازد. به‌طور معمول، این برنامه به پخش خلاصه بازی‌های لیگ برتر فوتبال ایران، جام حذفی و کارشناسی داوری بازی‌ها می‌پردازد. قسمت‌هایی از برنامه نیز به بررسی حواشی مرتبط با فوتبال ایران اختصاص دارد.

## بخش‌های برنامه
- آنچه خواهید دید:

بخش اول برنامه خلاصه‌ای از آنچه که قرار است بینندگان در برنامه ببینند را نشان می‌دهد.
- پخش خلاصه بازی‌ها:

در این بخش صحنه‌های مهم بازی‌ها به‌همراه مصاحبه بازیکنان و مربیان پخش می‌شود. در حین پخش صحنه‌های مهم بازی، ترکیب بازیکنان و آمار بازی در گوشه تصویر، و آنالیز فنی بازی نمایش داده می‌شود.
- بخش کارشناسی:

در این برنامه هر هفته چهار کارشناس داوری (سعید مظفری‌زاده، علی خسروی، احمد صالحی و رسول فروغی) به‌صورت آنلاین دربارهٔ بازی‌ها اظهار نظر می‌کنند.
- میهمان:

در هر قسمت از برنامه، مربیان و بازیکنان و مدیران باشگاه‌ها به برنامه دعوت می‌شوند و دربارهٔ مسائل مختلف با مجری به گفتگو می‌پردازند.
- نوستالژی:

در بخش نوستالژی یا خاطره‌انگیز، با یک بازیکن سابق از تیمی مطرح، در مورد یک یا چند بازی خاطره‌انگیز او و تیمش صحبت می‌شود.
- کارت سبز:

این بخش به اتفاقات خوب هفته می‌پردازد و سعی در فرهنگ‌سازی بین هواداران تیم‌های لیگ برتر دارد.
- پرونده ویژه:

در این بخش دربارهٔ اتفاقات ویژه، مهم و تأثیرگذار در فوتبال ایران در هفته‌ای که گذشت صحبت می‌شود.
- مستندهای موضوعی:

در این برنامه به تناسب اتفاقات هفته گذشته (یا آینده) مستندهایی کوتاه و با متنی ادبی پخش می‌شود. معمولاً این مستندها علاوه‌بر موضوعات فوتبالی، دربرگیرنده موضوعات سیاسی، اجتماعی و فرهنگی هم می‌شوند.

## حواشی

### جایگزینی با۹۰
در فروردین ۱۳۹۸ شایعاتی مبنی‌بر جایگزینی این برنامه با برنامه ۹۰ منتشر شد. همچنین در یکشنبه ۱۱ فروردین ۱۳۹۸ ویژه‌برنامه شهرآورد نودم تهران (با نام شبه نود) در فوتبال برتر روی آنتن رفت که شکل و شمایلی شبیه به ۹۰ داشت. در پی این اتفاق برخی کارشناسان فوتبال این برنامه را تحریم کردند و حاضر به حضور در برنامه نشدند. کاربران توییتر نیز با برپا کردن هشتگ #نه_به_حذف_عادل، با پخش این برنامه مخالفت کردند. برخی از هواداران عادل فردوسی‌پور هم محمدحسین میثاقی را به‌دلیل قبول کردن اجرا در برنامه جایگزین ۹۰ و جایگزینی با عادل فردوسی‌پور، خائن خواندند. امّا این برنامه موافقانی نیز داشت. کاربران توییتریِ موافق، با استناد به نداشتن حاشیه‌سازی زرد و دخالت سیاسیون در فوتبال برتر، با جایگزینی این برنامه با نود موافقت کردند. میثاقی در واکنش به این حواشی گفت:
تنها چیزی که ما به آن اهمیت نمی‌دهیم، بازخوردهای هدفمندی است که این روزها انجام می‌شود و در آنها هم غرض وجود دارد. ما این واکنش‌ها را از یک گوش می‌گیریم و از گوش دیگر در می‌کنیم. روی پسرم بتوانم تأثیر بگذارم برایم کافی است؛ به فوتبال ایران چکار دارم؟ من یک مجری ساده‌ام و به ما می‌گویند اعلام کن فلان آیتم قرار است پخش شود و ما هم می‌گوییم چشم.
 در نهایت در فروردین ۱۳۹۸ این برنامه رسماً جایگزین ۹۰ شد.

## نشان‌واره‌ها

۱۳۸۰–۱۳۹۸
۱۳۹۸–۱۳۹۹
۱۳۹۹–اکنون

## فهرست مسابقات
در جدول زیر، فهرست مسابقاتی که از برنامه فوتبال برتر پخش می‌شود، قرار داده شده.
| کشور  | نام مسابقات                   | لوگو |
| ----- | ----------------------------- | ---- |
| ایران | لیگ برتر خلیج فارس            |      |
| ایران | جام حذفی فوتبال ایران         |      |
| ایران | سوپر جام فوتبال ایران         |      |
| جهان  | بازی دوستانه                  |      |
| آسیا  | جام ملت های آسیا              |      |
| آسیا  | مقدماتی جام جهانی فوتبال آسیا |      |
| آسیا  | لیگ قهرمانان آسیا             |      |
| آسیا  | قهرمانی فوتبال آسیا مرکزی     |      |